# Лагарп, Амедей Эммануэл
Амедей Эммануэл Лагарп (фр. La Harpe; 1754, Роль — 1796, Кодоньо) — французский генерал.
Швейцарец по происхождению, уроженец Роля в кантоне Во. В 1777 году он поступил прапорщиком на голландскую службу, но вскоре по семейным и имущественным делам должен был вернуться в Швейцарию. 
Став в оппозицию бернской аристократии, которая деспотически управляла кантоном Во, был присужден Бернскими властями к смертной казни и бежал во Францию в 1791 году. 
Поступив в ряды франц. армии, он скоро был сделан командиром батальона волонтеров. В этой должности он выделился храброй защитой замка Родемак (возле Тионвиля) против союзных германских сил и при осаде Тулона, в 1793 году, при этом за отличие при овладении фортом Фарон он был произведен в бригадные генералы. 
В 1793—95 годах действовал в Италии под начальством Келлермана и, командуя его авангардом, прикрывал отступление, одержав успех при Вадо и Савоне в 1795 году.
Будучи произведен в дивизионные генералы, Лагарп командовал дивизией в авангарде во время итальянской кампании 1796 года. Содействуя победам французов у Монтенотте, Миллезимо и Дего, Лагарп затем искусно провел самостоятельную операцию против австрийского генерала Больё. 
9 мая 1796 года, после перехода через По и сражения при Фомбьо, Лагарп занял позицию при Кодоньо (по дороге из Кремоны в Лоди). Здесь во время ночного неприятельского нападения на французские аванпосты Лагарп был смертельно ранен несколькими выстрелами своих же людей, в темноте принявших его за неприятеля. Бонапарт в приказе по армии заявил, что «армия потеряла в Лагарпе одного из лучших генералов, а все солдаты — неустрашимого и строгого в требованиях дисциплины товарища».